# 穆劳附近拉斯尼茨
穆劳附近拉斯尼茨是奥地利施蒂利亚州穆劳县的一个市镇。总面积45.55平方公里，总人口1079人，人口密度23.7人/平方公里（2005年）。